# Rappahannock
Rappahannock je řeka v severovýchodní části amerického státu Virginie. Pramení v pohoří Blue Ridge Mountains v nadmořské výšce 520 m, teče k jihovýchodu a vlévá se do Chesapeakské zátoky Atlantského oceánu. Je dlouhá 314 km, její povodí zaujímá rozlohu 7 405 km² a průměrný průtok dosahuje 47 m³/s. Nejdelším přítokem je řeka Rapidan. Na Rappahannocku leží města Fredericksburg, Tappahannock a Irvington.
Název je odvozen z algického slova lappihanne, které v jazyce místních Rappahannocků znamenalo „rychle stoupající voda“. Byla také nazývána Hedgemanova řeka podle Nathaniela Hedgemana, jednoho z prvních kolonistů v oblasti.
Povodí řeky bylo osídleno počátkem 18. století, kdy zde byla objevena ložiska železné rudy a guvernér Virginie Alexander Spotswood sem přivedl odborníky z Porýní. Významnou historickou památkou je Ferry Farm nedaleko Fredericksburgu, kde žil v dětství George Washington. V dubnu 1813 proběhla v ústí řeky bitva na Rappahannocku mezi americkým a britským loďstvem. Povodí Rappahannocku bylo jedním z hlavních bojišť americké občanské války, v prosinci 1862 zde došlo k bitvě u Fredericksburgu. V době války také přes řeku prchali otroci z jižanských států.
Přes estuár řeky vede 3425 m dlouhý Norrisův most, otevřený v roce 1957. Oblast při ústí Rappahannocku do moře je proslulá produkcí krabů a ústřic. Zdejší ústřice jsou vyhledávány pro jemnou minerální chuť. V řece se také loví slunečnice ušatá a okounek pstruhový.
V roce 1996 bylo vyhlášeno chráněné území Rappahannock River Valley National Wildlife Refuge.